# Valerius Dejaco
Valerius Dejaco (auch Valerio; * 11. März 1914 in Pergine Valsugana, Österreich-Ungarn; † 2. Juli 1983) war ein Südtiroler Politiker.

## Biographie
Dejaco wuchs in einer Arztfamilie auf, die ursprünglich aus Ladinien stammte und sich nach Aufenthalten im Trentino und in Nordtirol schließlich in Brixen niederließ. Sein Studium beendete er als Dr. phil. Er optierte für Deutschland und nahm als Soldat der Wehrmacht am Zweiten Weltkrieg teil. Nach seiner Rückkehr arbeitete er als Lehrer und führte mit seiner Schwester ein Antiquitätengeschäft.
1952 wurde Dejaco als Kandidat der Südtiroler Volkspartei (SVP) zum ersten demokratisch gewählten Bürgermeister Brixens der Nachkriegszeit gewählt. 1956 konnte er sich nach einem konfliktreichen Wahlkampf, auch unterstützt von Parteiobmann Toni Ebner und der Tageszeitung Dolomiten, gegen Natale Dander, der bereits ab 1948 kommissarisch das Bürgermeisteramt ausgeübt hatte, erneut durchsetzen. Dejaco, der sich auch im Gemeindekonsortium der Provinz Bozen (unter anderem als Präsident) engagierte, verblieb bis 1968 im Amt, als er ein Mandat für den Regionalrat Trentino-Südtirol und damit gleichzeitig einen Sitz im Südtiroler Landtag erringen konnte. Von 1968 bis 1970 diente Dejaco als Vizepräsident des Regionalrats, anschließend bis 1974 als stellvertretender Assessor in der Regionalregierung. Im Landtag fungierte er von 1968 bis 1973 als Fraktionssprecher seiner Partei. Nach dem Ablauf seiner Mandate zog er sich aus dem politischen Leben zurück.